# We're All Going to the World's Fair
We're All Going to the World's Fair (Todos vamos a la feria del mundo en Hispanoamérica) es una película dramática, terror y coming-of-age estadounidense de 2021 dirigida y escrita por Jane Schoenbrun. La película está protagonizada por Anna Cobb y Michael J. Rogers.
La película tuvo su estreno mundial en el Festival de Cine de Sundance el 31 de enero de 2021. Utopia lanzó la película en los cines de Estados Unidos a principios de 2022 y HBO Max tiene los derechos de transmisión en ese país.

## Sinopsis
Al final de una noche fría en algún lugar de los EE. UU., la adolescente Casey navega por Internet bajo las estrellas que brillan en la oscuridad de su cuarto y los carteles de luz negra que cubren el techo. Decidió aceptar el World's Fair Challenge, un juego de rol de terror en línea, y la incertidumbre que promete. Después de la iniciación, documenta los cambios que pueden o no estar sucediendo en ella, agregando sus experiencias a la mezcla de clips en línea disponibles para que el mundo los vea. Cuando comienza a perderse entre el sueño y la realidad, una figura misteriosa se acerca y dice ver algo especial en sus videos.

## Reparto
- Anna Cobb como Casey
- Michael J. Rogers como JLB

Varios artistas aparecen en videos de YouTube reales y escenificados, incluidos Theo Anthony, Evan Santiago, May "NyxFears" Leitz y la creadora de contenido de ASMR Slight Sounds.

## Lanzamiento
La película tuvo su estreno mundial en el Festival de Cine de Sundance de 2021 el 31 de enero de 2021.

### Respuesta crítica
En Rotten Tomatoes, la película tiene un índice de aprobación del 88% según las reseñas de 40 críticos, con una calificación promedio de 7.8/10. El consenso de los críticos dice: "Narrativamente desafiante y visualmente inquietante, We're All Going to the World's Fair agrega una entrada singularmente ambiciosa e inquietante al concurrido género de la mayoría de edad".
 